# Agence Dalziel
L’agence Dalziel est une agence de presse britannique créée en 1890 par le journaliste Davison Dalziel, qui a réussi à concurrencer pendant trois ans, à l'échelle internationale, les deux premières agences mondiales, Havas et Reuters. Grâce à l'aide discrète du Times de Londres, elle inonde le marché des nouvelles internationales et de faits divers.
D'abord journaliste aux Nouvelle-Galles du Sud pour le Sydney Echo, Davison Dalziel passe plusieurs années aux États-Unis dans les services de gestion de grands quotidiens américains avant de revenir en 1890 en Angleterre pour fonder son agence.
L'agence Dalziel pratiquait, le « nouveau journalisme » américain, avec plus de faits divers, comme l'affaire de Jack l'Éventreur, sur laquelle elle se distingue par une couverture jugée meilleure. Ses méthodes étaient moins institutionnelles et plus tournées vers le client. Elle utilise en particulier le télégraphe Higgins, plus simple à utiliser et le téléphone, qui vient de se lancer, avec une première ligne Paris-Londres en 1890. Dès 1892, elle est présente à Bruxelles, Rome, Madrid, Constantinople, Tunis, Alger, Caracas, ainsi qu'au Dahomey et en Colombie. Le 8 février 1892, une quinzaine de quotidiens français publient sa dépêche sur l'incendie de l'hôtel Royal de New York.
L'engouement pour le progrès technique avait entraîné la création de nombreuses agences de presse ou assimilées : l'agence de  presse Fournier existait déjà depuis 1879 pour l'information financière, mais il y avait aussi l'Agence libre, Paris-Télégramme, l'Agence télégraphique universelle, l'agence Paris-Londres, l'Agence européenne, et l'agence Radio.
Dalziel avait pour directeur parisien Harry Alis, de son vrai nom Jules-Hippolyte Percher, ami proche de Paul Crampel, le jeune explorateur de l'Afrique, et journaliste au Journal des Débats, où il s'occupait des questions coloniales, en défendant en particulier l'utilité du système des concessions territoriales, mis en place par les Belges au Congo belge. Horace Valbel y émargea également en tant que rédacteur.
L'agence Dalziel aura la vie courte : elle ferme ses portes le 1er juillet 1893. Son succès se heurte en particulier à l'agence Havas que servait sa vieille complicité avec l'administration des Postes. Les retombées indirectes du scandale de Panama, via la crise qu'elle subit au moment de l'affaire Dalziel l'ont privée de nombreux clients.